# Krio (langue)
Pour les articles homonymes, voir Krio.
Le krio est une langue créole parlée en Sierra Leone. Il unit les différents groupes ethniques du pays, bien que l'anglais reste la langue officielle.
Il est basé sur l'anglais et trouve son origine de la langue des esclaves affranchis des Antilles s'étant installés en Sierra Leone.

## Écriture
| a | b | c | d | e | ɛ | f | g | h | i | j | k | l |
| m | n | o | ɔ | p | r | s | t | u | v | w | y | z |

## Prononciation
Le krio utilise 5 voyelles : [i], [e], [ɛ], [a], [ɔ], [o], [u].